# William Talbot (1er comte Talbot)
William Talbot, 1er comte Talbot, (16 mai 1710 - 27 avril 1782), connu sous le nom de Lord Talbot de 1737 à 1761, est un homme politique britannique.

## Biographie
Il est né à Worcester, fils de Charles Talbot (1er baron Talbot). Il fait ses études au Collège d'Eton 1725-1728 et s'inscrit à Exeter College, Oxford le 23 janvier 1727. Il est créé DCL (Docteur en droit civil) le 12 juin 1736. Il est député de Glamorganshire de 1734 à 1737, quand il succède à son père dans la baronnie et entre à la Chambre des lords. Il est Lord grand intendant lors du couronnement de George III et est membre du Conseil privé en 1761. Il exerce ses fonctions jusqu'à sa mort en tant que Lord-intendant. Il est créé comte Talbot le 29 mars 1761.
Il décède le 27 avril 1782 à Lincoln's Inn Fields et est enterré à Sutton.

## Famille

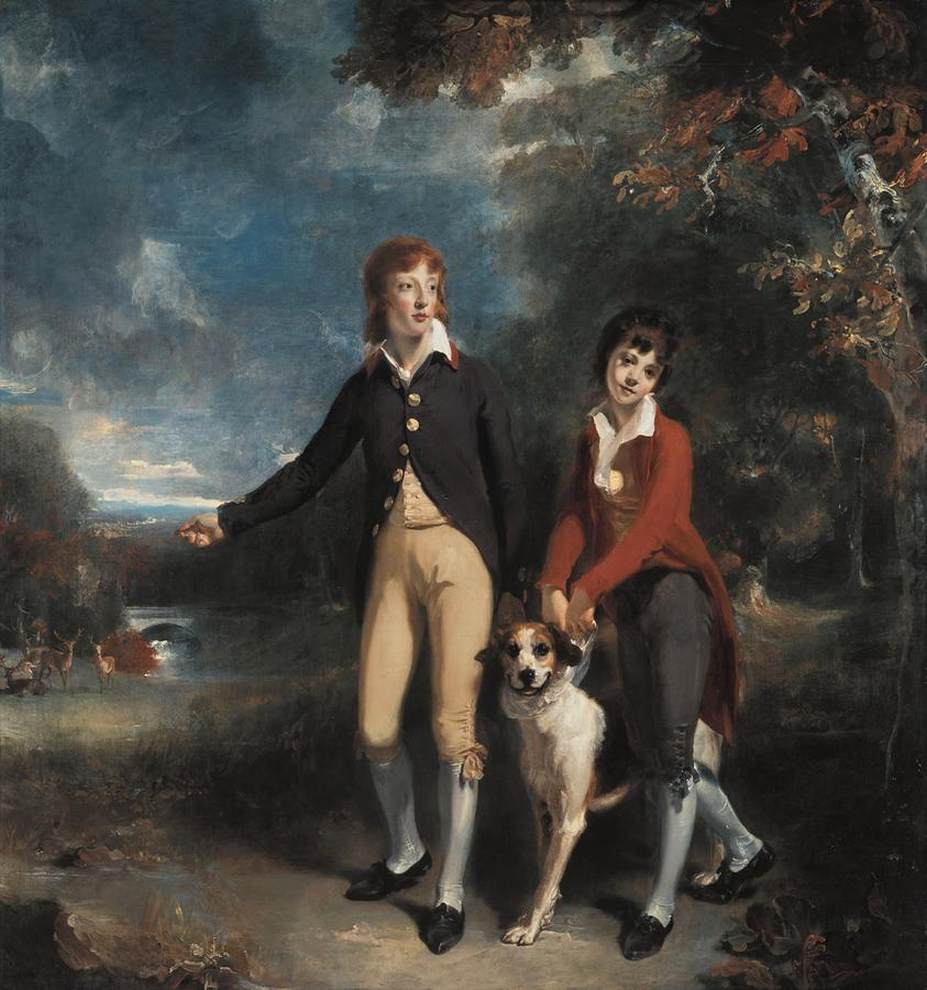
Portrait de Charles (1777-1849) et John Chetwynd-Talbot (1779-1825), Thomas Lawrence, peint en 1793

Talbot n'a pas de fils. Ainsi, lorsqu'il est créé le 17 octobre 1780, baron Dynevor, de Dynevor, dans le comté de Carmarthen, c'est avec un reste spécial en faveur de son unique enfant, une fille.
Talbot épouse Mary, fille et héritière d'Adam de Cardonnel, secrétaire du duc de Marlborough, le 21 février 1733, à St George, Hanover Square.
Il a une liaison avec Frances Somerset, duchesse de Beaufort (née le 14 août 1711 - décédée le 16 février 1750), épouse de Henry Scudamore (3e duc de Beaufort) qui conduit au divorce des Beauforts en 1743.
Mary Anne Talbot prétend être l'un des seize enfants illégitimes de Lord Talbot.
À sa mort, le comté s'est éteint, tandis que la baronnie de Talbot passe à son neveu (et fait maintenant partie du Comte de Shrewsbury), et la baronnie de Dynevor à sa fille, puis à son fils aîné. Elle épouse George Griffiths et a deux fils, dont l'aîné est George Griffiths, 3e baron Dynevor.